# Вардалос, Ниа
Ни́а Варда́лос (англ. Nia Vardalos, греч. Νία Βαρντάλος, урожд. Антони́я Евгени́я Варда́лу, греч. Αντωνία Ευγενία Βαρδάλου; род. 24 сентября 1962, Виннипег) — американо-канадская актриса, сценаристка, режиссёр и продюсер, номинантка на премии «Оскар» и «Золотой глобус».

## Биография
Ниа Вардалос начала карьеру в качестве стендап-комика в Торонто, а после переезда в США выступала на театральной сцене. Поселившись в Лос-Анджелесе, Вардалос активно начала сниматься на телевидении, где ей доставались эпизодические роли в различных комедийных сериалах, однако не могла получить крупные роли. Тогда она создала театральную постановку «Моя большая греческая свадьба», после чего актрису заметила студия HBO и пригласила её на главную роль в пьесе одного актёра в Лос-Анджелесе, в которой она сыграла десять разных ролей.
Хотя пьеса Вардалос не имела большого успеха, её заметила Рита Уилсон, которая и стала продюсером киноверсии постановки «Моя большая греческая свадьба». Фильм 2002 года «Моя большая греческая свадьба», для которого Вардалос написала автобиографичный сценарий, стал наибольшим успехом в карьере актрисы, получил хорошие отзывы от критиков и собрал почти четыреста миллионов долларов в мировом прокате. Собрав такую сумму, фильм стал самой коммерчески успешной романтической комедией в истории и одним из самых прибыльных фильмов, окупив свой бюджет на 6150 процентов. В 2003 году за этот фильм Вардалос номинировалась на «Оскар» за лучший оригинальный сценарий, «Золотой глобус» за лучшую женскую роль — комедия или мюзикл и получила ряд других наград и номинаций. Ниа Вардалос также сыграла главную роль в одноимённом комедийном телесериале 2003 года, который был закрыт после всего семи эпизодов.
В 2004 году Вардалос выступила в качестве сценариста и исполнительницы главной роли в фильме «Конни и Карла», который рассказывал о двух Драг-квин и оказался коммерчески провальным. После пятилетнего отсутствия на экранах она выпустила фильм «Моё большое греческое лето», в котором снова сыграла главную роль и написала сценарий. Картина оказалась более успешной чем предыдущая работа Вардалос и собрала в прокате более двадцати миллионов. После она сыграла главную роль в фильме «Я ненавижу День святого Валентина», а в 2011 году написала сценарий к фильму «Ларри Краун». В тот же период она была гостем в телесериалах «До смерти красива», «Город хищниц» и «Анатомия страсти».
В 1993—2018 годы была замужем за актёром Иэном Гомесом, который до свадьбы перешёл в православие. В 2008 году они удочерили девочку Иларию (род. 2007).

## Фильмография
| Год       |     | Русское название                          | Оригинальное название              | Роль                                   |
| --------- | --- | ----------------------------------------- | ---------------------------------- | -------------------------------------- |
| 1994      | с   |                                           | Missing Persons                    | барменша                               |
| 1996      | кор |                                           | No Experience Necessary            | Шейла                                  |
| 1996      | с   |                                           | High Incident                      | имя персонажа неизвестно               |
| 1996      | с   |                                           | Common Law                         | имя персонажа неизвестно               |
| 1997      | ф   | Мужчины в поисках женщин                  | Men Seeking Women                  | Айрис                                  |
| 1997      | с   |                                           | The Drew Carey Show                | Грейс Альмада                          |
| 1998      | в   |                                           | Short Cinema                       |                                        |
| 1997—1998 | с   | Рыцари правосудия                         | Team Knight Rider                  | Домино                                 |
| 1998—1999 | с   | Парень познаёт мир                        | Boy Meets World                    | миссис Галлахер / официантка           |
| 1999      | с   |                                           | It's Like, You Know...             | Минди                                  |
| 1999      | с   | Два парня, девушка и пиццерия             | Two Guys, a Girl and a Pizza Place | Эвелин                                 |
| 2000      | с   | Умерь свой энтузиазм                      | Curb Your Enthusiasm               | адвокат                                |
| 2002      | ф   | Мистер Очарование                         | Meet Prince Charming               | Дженнифер                              |
| 2002      | ф   | Моя большая греческая свадьба             | My Big Fat Greek Wedding           | Фотула «Тула» Портокалос / Тула Миллер |
| 2003      | с   |                                           | My Big Fat Greek Life              | Ниа Портокалос                         |
| 2004      | ф   | В шоу только девушки                      | Connie and Carla                   | Конни                                  |
| 2008      | с   | Моя команда                               | My Boys                            | Джо                                    |
| 2009      | ф   | Моё большое греческое лето                | My Life in Ruins                   | Джорджия Янакополис                    |
| 2009      | ф   | Я ненавижу День святого Валентина         | I Hate Valentine's Day             | Женевьева Гернье                       |
| 2009      | с   | До смерти красива                         | Drop Dead Diva                     | Лиза Шейн                              |
| 2010      | с   | Хорошие парни                             | The Good Guys                      | Эйлин                                  |
| 2011      | с   | Город хищниц                              | Cougar Town                        | Анджела Торрес                         |
| 2011      | ф   | Ларри Краун                               | Larry Crowne                       | Map Genie                              |
| 2011      | кор |                                           | Booking Agents                     | продавец книг                          |
| 2012      | с   | Анатомия страсти                          | Grey's Anatomy                     | Карен                                  |
| 2012      | ф   | Если хочешь хорошо провести время, звони… | For a Good Time, Call...           | Рейчел Родман                          |
| 2012      | ф   |                                           | McKenna Shoots for the Stars       |                                        |
| 2013      | ф   |                                           | 33 Liberty Lane                    | Изабелла                               |
| 2013—2023 | с   | Закон и порядок: Специальный корпус       | Law & Order: Special Victims Unit  | адвокат Минонна Эфрон, 4 эпизода       |
| 2016      | ф   | Моя большая греческая свадьба 2           | My Big Fat Greek Wedding 2         | Фотула «Тула» Портокалос / Тула Миллер |
| 2023      | ф   | Моя большая греческая свадьба 3           | My Big Fat Greek Wedding 3         | Фотула «Тула» Портокалос / Тула Миллер |